# Горшков, Дмитрий Евгеньевич
Дмитрий Евгеньевич Горшков (1971—1999) — старший лейтенант милиции, Герой Российской Федерации (1999).

## Биография
Дмитрий Горшков родился 21 февраля 1971 года в Туле. В 1986 году он окончил восемь классов средней школы, в 1990 году — Тульский электромеханический техникум имени А.Г.Рогова. В 1990—1992 годах служил в армии. Демобилизовавшись, работал в Туле специалистом по связи в автотранспортном предприятии. Осенью 1993 года Горшков поступил на службу в органы МВД РФ. В феврале-марте 1996 года участвовал в боях Первой чеченской войны в качестве инженера по связи и спецтехнике ОМОН при УВД Тульской области.
10 сентября 1999 года во время боя за село Чабанмахи Буйнакского района Дагестана Горшков, находясь в 17-м отряде специального назначения, под вражеским огнём выносил раненого товарища с поля боя и был смертельно ранен чеченским снайпером. Похоронен на Аллее Славы Тульского городского кладбища.
Указом Президента Российской Федерации № 1745 от 30 декабря 1999 года за «мужество и героизм, проявленные при ликвидации незаконных вооружённых формирований в Северо-Кавказском регионе» старший лейтенант милиции Дмитрий Горшков посмертно был удостоен высокого звания Героя Российской Федерации.

## Память
- В честь Горшкова назван Тульский гуманитарно-математический лицей [1] и улица в микрорайоне Северная Мыза.

- На базе тульского ОМОНа в Косой Горе мемориальная плита в его честь[2].
- 5 апреля 2018 года почтой России была выпущена почтовая марка из серии «Герой Российской Федерации» с изображением Д. Е. Горшкова. К выпуску марки также были подготовлены конверты первого дня и штемпеля специального гашения для Москвы и Санкт-Петербурга.